# Neoncicola curvata
Espèce
Synonymes
- Echinorhynchus curvatus von Linstow, 1897 - protonyme
- Prosthenorchis curvatus (von Linstow, 1897)

Neoncicola curvata est une espèce d'acanthocéphales de la famille des Oligacanthorhynchidae. C'est un parasite digestif du lézard Eumeces algeriensis en Afrique du Nord et au Proche-Orient.